# Abronia bigelovii
Abronia bigelovii är en underblomsväxtart som beskrevs av Anton Heimerl. Abronia bigelovii ingår i släktet Abronia och familjen underblomsväxter. Inga underarter finns listade i Catalogue of Life.